# Música de São Tomé e Príncipe
A música de São Tomé e Príncipe sofreu influências das músicas tradicionais africanas e da música portuguesa.
Os ritmos mais conhecidos dos são-tomenses são o ússua e o socopé, enquanto na ilha do Príncipe se ouve o ritmo dêxa. A música de baile portuguesa poderá ter tido influência no desenvolvimento destes ritmos e nas danças associadas.
O espetáculo de música denominado tchiloli tem uma encenação e narrativa dramática. O danço-congo é também uma combinação de música, dança e teatro.